# Peruanische Fußballnationalmannschaft (U-20-Männer)
Die peruanische U-20-Fußballnationalmannschaft ist eine Auswahlmannschaft peruanischer Fußballspieler. Sie unterliegt der Federación Peruana de Fútbol und repräsentiert sie international auf U-20-Ebene, etwa in Freundschaftsspielen gegen die Auswahlmannschaften anderer nationaler Verbände oder bei der U-20-Südamerikameisterschaft und der U-20-Weltmeisterschaft.
Die Mannschaft konnte sich bislang nicht für eine U-20-WM qualifizieren. Bei Südamerikameisterschaften erreichte sie hingegen zweimal den dritten Platz (1967 und 1971) sowie dreimal den vierten Platz (1954, 1958 und 1975). Zuletzt erreichte sie 2015 den fünften Platz.

## Teilnahme an U-20-Fußball-Weltmeisterschaften
| 1977 – 2025 | nicht qualifiziert |

## Teilnahme an U-20-Fußball-Südamerikameisterschaften
| 1954 | 4. Platz           |
| 1958 | 4. Platz           |
| 1964 | 5. Platz           |
| 1967 | 3. Platz           |
| 1971 | 3. Platz           |
| 1974 | Vorrunde           |
| 1975 | 4. Platz           |
| 1977 | Vorrunde           |
| 1979 | Vorrunde           |
| 1981 | nicht teilgenommen |
| 1983 | Vorrunde           |
| 1985 | Vorrunde           |
| 1987 | Vorrunde           |
| 1988 | Vorrunde           |
| 1991 | Vorrunde           |
| 1992 | Vorrunde           |
| 1995 | Vorrunde           |
| 1997 | Vorrunde           |
| 1999 | 5. Platz           |
| 2001 | Vorrunde           |
| 2003 | Vorrunde           |
| 2005 | Vorrunde           |
| 2007 | Vorrunde           |
| 2009 | Vorrunde           |
| 2011 | Vorrunde           |
| 2013 | 5. Platz           |
| 2015 | 5. Platz           |
| 2017 | Vorrunde           |
| 2019 | Vorrunde           |
| 2023 | Vorrunde           |
| 2025 | Vorrunde           |